# 판빙
판빙(중국어: 潘兵, 병음: Pān Bīng, 한자음: 반병, 1970년 2월 13일~)은 중화인민공화국의 전직 테니스 선수이다. 중국 테니스 국가대표 선수로 활동했으며 1996년 하계 올림픽 남자 복식 종목에 출전했다. 또한 1990년 아시안 게임과 1994년 아시안 게임에서 남자 단식 종목에서 금메달을 획득하면서 아시안 게임 남자 테니스 단식 종목을 2연속 우승을 달성한 유일한 선수가 되었다. 그는 1990년부터 1997년까지 중국 국가대표로 데이비스 컵에 참가했다.